# Crassula whiteheadii
Crassula whiteheadii är en fetbladsväxtart som beskrevs av William Henry Harvey. Crassula whiteheadii ingår i släktet krassulor, och familjen fetbladsväxter. Inga underarter finns listade i Catalogue of Life.